# Tordák
A Tordák a Szentendrei-sziget egyik legnagyobb ártéri erdeje, mely a Duna és ártere (HUDI20034) megnevezésű Natura 2000 védett terület részét képezi. Rengeteg védett énekesmadár él itt, pl. a csilpcsalpfüzike, sárgafejű királyka, kék cinege, széncinege, csuszka stb... Itt található a Torda-sziget, melynek holtágában rendszeres vendégek a jégmadarak, a nagy kócsagok és a fekete gólyák. Ezen a területen láthatjuk a Váci-zátonyt, melynek környékén már örvös bukót is figyeltek meg. Egyébként a középkortól reneszánsz korig itt egy falu volt található, melyről ma is találnak még leleteket.

## A terület kialakulása
Ez a terület a jégkorszak végén alakult ki. A terület feliszaposodása következtében Torda falu egyre messzebb került a főágtól, és ez szerepet játszott a település elnéptelenedésében, hiszen itt a fő szakma a révészkedés és a halászat volt. A bronzkor óta egymásra rakódó kultúrrétegek megmagasították a homokdomb vonulatot. A Tordák területe jórészt az utóbbi kétszáz év alatt töltődött fel. A Második Katonai Felmérés térképein a terület még a Váci-Duna-ág egy zátonysorral (a mai Torda- és Révész-szigetek elődei) elválasztott része volt. A feltöltődés igazán a vízszabályozási munkák hatására gyorsult fel, hasonlóan a Duna-ág másik partján található Kompkötő-sziget ágának feliszapolódásához. Az 1960-as években még érdemi víztest választotta el a szigeteket a Szentendrei-szigettől.

## Talajviszonyok
A területen öntéstalaj található, mely egyes helyeken mocsarassá válik. Itt található az egyik szigetmag, illetve a dűlő oldal is érdekes földtani szempontból. A Váci-zátony előtt található egy tiszta vízű, 20 méter hosszú forrás.

## Váci-zátony
A terület feliszaposodását szabályozó Váci-sarkantyúnak köszönhető a zátony, mert a kavics annak hatására ide került. A zátony csak alacsony vízálláskor látszódik és rendkívül lassan növekszik. A zátony és a part között igen sekély a víz. Itt figyeltek már meg szerecsensirály, lócsért, örvös bukót, jegesrécét, heringsirályt, fehérszárnyú szerkőt és fattyúszerkőt is.

## Növénytani értékek
Az erdőben a legjellemzőbb fa a fűz. Rengeteg sás- és íriszféle fordul itt elő, de kökörcsinekből is sok található errefelé.

## Régészeti leletek
Itt a VIII. században az avarok kezdtek lakni, egészen a török hódoltság végéig. A XVII. század elején 15 lakos élt itt. Az 1685-ig tartó számtalan hadjárat miatt az itt élők Tahitótfaluba költöztek, a település lakatlanná vált. Itt régebben, de napjainkban is találnak középkori leleteket. Az itt elhelyezkedett templom romjai az 1800-as években még láthatóak voltak. Pár évtizede épültek itt ismét nyaralók, családi házak.

## Állattani értékek
A területen fekete gólya, nagy kócsag, rengeteg énekesmadár, nagy fakopáncs, zöld küllő, fekete harkály, nagy kárókatona, dankasirály, búbos banka, egerészölyv, karvaly, héja és már a keresztcsőrű és a nagy bukó is költött. Télen előfordulnak rétisasok, csízek, ritkán jegesrécék és hósármányok. Az erdőben őzek is élnek. A dűlő oldalában partifecskék és néhány gyurgyalag költ. A holtágban rengeteg hal, a tisztásokon sok-sok védett rovar megtalálható. A Váci-zátonynál található egy forrás, mely szintén vonzza az énekes madarakat. A zátonyon kárókatonák, kócsagok, gémek, danka, sárgalábú, sztyeppi, szerecsen és kis sirályok fordulnak elő.